# Mario Coda Spirito
Mario Coda Spirito (Biella, 4 aprile 1903 – Torino, 30 gennaio 1995) è stato un politico e partigiano italiano, sindaco della città di Biella dal 1949 al 1951.

## Biografia
Operaio tessile, si iscrisse in giovane età al Partito Socialista Italiano e aderì successivamente alla nascita del Partito Comunista d'Italia. Arrestato nel 1928 a Milano e deferito al Tribunale speciale, venne rinviato a giudizio e condannato a dieci anni di carcere. Detenuto presso il carcere dell'Isola di Santo Stefano, dopo l'Armistizio del 1943 partecipò attivamente alla Resistenza italiana.
Nel 1991 aderì al Partito Democratico della Sinistra.